# Роби Кийн
Робърт Дейвид Кийн – Роби (на английски: Robert David „Robbie“ Keane, роден на 8 юли 1980 г. в град Талат, предградие на Дъблин) е бивш ирландски футболист, който играе като нападател. Той е играчът с най-много голове и капитан на националения отбор на Република Ирландия.

## Клубна кариера

### Първи стъпки
Кийн започва своята кариера в ученическия отбор от Южен Дъблин Кръмлиб Юнайтед, където неговият талант е забелязан на ранна възраст. Като състезател в отбора на Кръмлин Юнайтед под 10 години той получава само по 1 лира на гол, но скоро привлича вниманието на скаутите на редица професионални отбори, между които и тези на Ливърпул.

### Улвърхамптън
В крайна сметка Кийн отказва на Ливърпул, като приема предложението на отбора от първа дивизия Уулвс, защото смятал, че там има по-голяма възможност до пробие в първия отбор. В отбора от бирмингамските предградия Кийн прекарва 2 сезона, като регистрира 88 участия и бележи 29 гола.

### Ковънтри
През 1999 г. ирландеца е трансфериран в Ковънтри Сити за £6 млн., което по онова време е рекорд на Великобритания за трансферна сума, платена за тийнейджър.

### Интер
Марчело Липи привлича Кийн в Интер за 13 млн. паунда, но скоро след това Липи е уволнен, а Кийн не влиза в сметките на новия треньор и е даден под наем на Лийдс, като те използват клаузата за наема и го привличат за 12 млн. паунда. През следващия сезон обаче Лийдс имат финансови проблеми и Кийн е продаден за 7 млн. паунда на Тотнъм.

### Тотнъм
При Шпорите Кийн се утвърждава като един от най-добрите нападатели в Премиър Лийг, въпреки че първоначално изпитва известни трудности, като конкуренцията с Фреди Кануте, Мидо и Джърмейн Дефо.
Сезон 2005/2006 е добър за Кийно, като той е избран за вицекапитан на Тотнъм, а също така завършва на 4-то място при реализаторите във Висшата Лига. Следват още по-благоприятни сезони, въпреки контузията си през 2006, след привличането на Димитър Бербатов, с когото сформират едно от най-добрите нападения в Англия и Европа.

### Ливърпул
На 1 юли 2008 преминава в Ливърпул за 20,3 млн. паунда, но не успява да се сработи със състава им и на 2 февруари 2009, се връща в Тотнъм за 12 млн. лири, подписвайки 4-годишен договор.

### Обратно в Тотнъм
С трансфера си обратно при Шпорите, парите, платени за негови трасфери през кариерата му, достигат 75 милиона паунда. Заедно с него в отбора се връщат и Джърмейн Дефо и Паскал Шимбонда. През 2010 г. той игра под наем в Селтик.

## Национален отбор
Кийн е играчът с най-много голове в историята на ирладския национален футбол и е на пето място по участия. Той е капитан на Ирландия и е сред най-добрите играчи в тяхната история.

## Клубна статистика
| Клуб             | Сезон   | Лига   | Лига   | Купа   | Купа   | Европа | Европа | Обща   | Обща   |
| Клуб             | Сезон   | Мачове | Голове | Мачове | Голове | Мачове | Голове | Мачове | Голове |
| ---------------- | ------- | ------ | ------ | ------ | ------ | ------ | ------ | ------ | ------ |
| Тотнъм Хотспър   | 08 – 09 | 14     | 5      | -      | -      | -      | -      | 14     | 5      |
| Ливърпул         | 08 – 09 | 19     | 5      | 2      | 0      | 7      | 2      | 28     | 7      |
| Тотнъм Хотспър   | 07 – 08 | 36     | 15     | 8      | 4      | 10     | 4      | 54     | 23     |
| Тотнъм Хотспър   | 06 – 07 | 27     | 11     | 8      | 6      | 9      | 5      | 44     | 22     |
| Тотнъм Хотспър   | 05 – 06 | 36     | 16     | 2      | 0      | -      | -      | 38     | 16     |
| Тотнъм Хотспър   | 04 – 05 | 35     | 11     | 10     | 6      | -      | -      | 45     | 17     |
| Тотнъм Хотспър   | 03 – 04 | 34     | 14     | 7      | 2      | -      | -      | 41     | 16     |
| Тотнъм Хотспър   | 02 – 03 | 29     | 13     | 3      | 0      | -      | -      | 32     | 13     |
| Лийдс Юнайтед    | 02 – 03 | 3      | 1      | -      | -      | -      | -      | 3      | 1      |
| Лийдс Юнайтед    | 01 – 02 | 25     | 3      | 2      | 3      | 6      | 3      | 33     | 9      |
| Лийдс Юнайтед    | 00 – 01 | 18     | 9      | 2      | 0      | -      | -      | 20     | 9      |
| Интер            | 00 – 01 | 6      | 0      | 3      | 1      | 4      | 1      | 13     | 2      |
| Ковънтри Сити    | 99 – 00 | 31     | 12     | 3      | 0      | -      | -      | 34     | 12     |
| Уулвс            | 99 – 00 | 2      | 2      | 1      | 0      | -      | -      | 3      | 2      |
| Уулвс            | 98 – 99 | 33     | 11     | 6      | 5      | -      | -      | 39     | 16     |
| Уулвс            | 97 – 98 | 38     | 11     | 7      | 0      | -      | -      | 45     | 11     |
| Общо в кариерата |         | 386    | 139    | 64     | 27     | 36     | 15     | 486    | 181    |